# John Middleton (cyclisme)
Pour les articles homonymes, voir John Middleton.
John Kenneth Middleton, né le 21 juin 1906 à Coventry en Angleterre et mort le 24 janvier 1991 à Bromsgrove, est un coureur cycliste sur route britannique.

## Biographie
En 1928, il termine 26e de la course sur route, ce qui lui permet de remporter la médaille d'argent au classement par équipes avec Jack Lauterwasser et Frank Southall.

## Palmarès
- 1928
  -  Médaillé d'argent du classement par équipes aux Jeux olympiques d'Amsterdam (avec Jack Lauterwasser et Frank Southall)